# Pemberton Airport
Pemberton Airport är en flygplats i Kanada.   Den ligger i Squamish-Lillooet Regional District och provinsen British Columbia, i den sydvästra delen av landet, 3 500 km väster om huvudstaden Ottawa. Pemberton Airport ligger 206 meter över havet.
Terrängen runt Pemberton Airport är huvudsakligen bergig, men den allra närmaste omgivningen är kuperad. Pemberton Airport ligger nere i en dal. Trakten runt Pemberton Airport är nära nog obefolkad, med mindre än två invånare per kvadratkilometer.. Närmaste större samhälle är Pemberton, 4,8 km väster om Pemberton Airport. 
I omgivningarna runt Pemberton Airport växer i huvudsak barrskog.